# 学校法人福岡文化学園
学校法人福岡文化学園（がっこうほうじんふくおかぶんかがくえん）は、福岡県に本部を置く学校法人である。

## 沿革
- 1941年（昭和16年）12月 - 和洋文化女学校として開校。
- 1952年（昭和27年）3月 - 学制改革により、男女共学の学校法人福岡文化学園博多高等学校として開校。
- 1962年（昭和37年）3月 - 博多高等学校香椎校を開校。
- 1963年（昭和38年）3月 - 博多高等学校を女子校に改め博多女子高等学校に改称し、同時に博多高等学校香椎校を博多高等学校とする。
- 1969年（昭和44年）4月 - 博多女子高等学校を商業高等学校に改め博多女子商業高等学校に改称。
- 1988年（昭和63年）4月 - 博多女子商業高等学校を博多女子高等学校に改称。
- 1991年（平成3年）4月 - 博多女子中学校新設

## 設置校
- 博多女子中学校・高等学校
- 福岡文化幼稚園